# Lord-lieutenant du Yorkshire du Sud
Ceci est une liste de personnes qui ont servi comme lord-lieutenant du Yorkshire du Sud:
Le poste a été créé le 1er avril 1974, couvrant le nouveau comté métropolitain du Yorkshire du Sud. Cette zone avait été précédemment couverte par la lieutenance de West Riding.
Il y a aussi un vice-lord-lieutenant et une foule de deputy lord-lieutenants.

## Lord-lieutenants
- 1974-1985 : Gerard F Young
- 1985-1996 : J Hugh Neill
- 1996-2003 : Richard Lumley, 12e comte de Scarbrough
- 2004-2015 : David B Moody
- Actuel : Andrew J Coombe

## Vice-lord-lieutenants
- 1981–1990 : Roger Inman
- 1990-1996 : Richard Lumley, 12e comte de Scarbrough
- 1997-2010 : Peter W Lee
- 2010-2016 : Dr R J G Bloomer
- Actuel : John R Holt